# Zeche Sälzer-Amalie

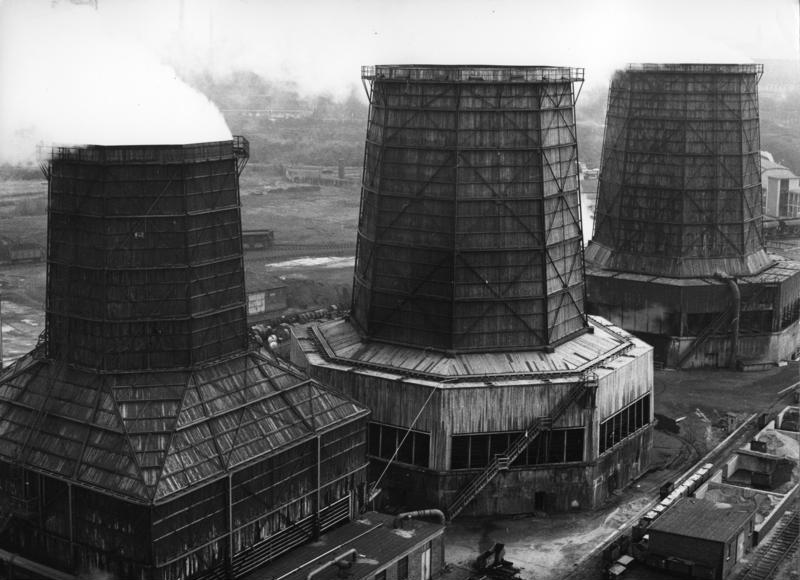
Kühltürme der Zeche Sälzer-Amalie im Januar 1961

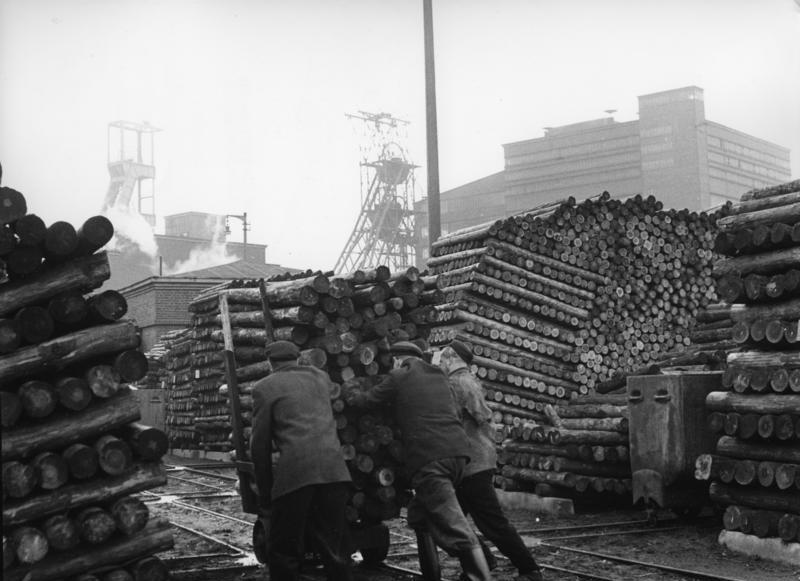
Holzplatz auf Zeche Sälzer-Amalie 1961

Die Zeche Sälzer-Amalie war ein Steinkohlen-Bergwerk in Essen.

## Geschichte
Im Jahre 1934 schloss die Friedrich Krupp AG Bergwerke Essen mehrere neu erworbene Steinkohlenbergwerke zu produktiven Verbundanlagen zusammen. Um rationalisierungsbedingte Stilllegungen zu vermeiden, war der Schacht Amalie der Zeche Amalie in den vorangehenden Jahren neu abgeteuft, und mit einer modernen Förderanlage ausgestattet worden.
Aus den bisher selbständigen Zechen ver. Sälzer & Neuack und Amalie entstand die neue Zeche Sälzer-Amalie. Es gingen ein die Schachtanlagen Amalie/Marie, Barbara, und Huyssen/Schmits, ferner die Kokerei Amalie/Marie sowie die Brikettfabrik dieser Schachtanlage. Die Förderung wurde von den Schächten Amalie und Marie übernommen. Eine Kokerei in Nachbarschaft der Schachtanlage Huyssen/Schmits ging direkt in den Besitz der Friedrich Krupp AG über und wurde künftig unabhängig von der Zeche geführt.
Die Zeche erreichte bald eine Förderung von 950.000 t Fett- und Esskohle bei 2600 Beschäftigten. Im Zweiten Weltkrieg wurde die Zeche durch die Bombenangriffe stark in Mitleidenschaft gezogen. Dies lag unter anderem daran, dass sich die beiden Doppelschachtanlagen am Rand bzw. innerhalb der ausgedehnten Krupp’schen Werksanlagen befanden, und daher automatisch im Hauptzielgebiet der anfliegenden Bomber lagen. Ab 1943 wurden durch die Friedrich Krupp AG die benachbart liegenden Zechen Wolfsbank und Christian Levin übernommen. Es wurde ein untertägiger Verbund zu der Zeche Sälzer-Amalie hergestellt. Im Jahr 1943 mussten sowohl die Kokerei als auch die Brikettfabrik Amalie außer Betrieb genommen werden. Die ehemalige Kokerei Sälzer-Neuack wurde 1944 zerstört.
1945 musste die Zeche die Förderung ganz einstellen, um instand gesetzt zu werden. Erst im Herbst 1946 konnte die Förderung in kleinerem Maße wieder beginnen. 1947 wurde auf Amalie/Marie wieder eine Brikettfabrik errichtet. Auf die Wiedererrichtung der Kokereien wurde verzichtet, da die seinerzeit laufenden Demontage- und Entflechtungsvorgänge im Krupp-Konzern nicht absehen ließen, wie sich die Zukunft für Kokskohle der Zechen gestalten würde. Die Friedrich Krupp AG wurde nach Beschluss der Besatzungsbehörden in eine Gesellschaft mit beschränkter Haftung umgewandelt. Das Bergbauvermögen wurde nach und nach aus diesem Konzern herausgelöst und einem Konsortium von Krupp mit dem Bochumer Verein angefügt. Dieser gründete für die verschiedenen Kruppzechen untergeordnete Betreibergesellschaften. Für die Essener Kruppzechen sowie die in Vorrichtung befindliche linksrheinische Gewerkschaft Rossenray wurde 1953 die Bergwerke Essen-Rossenray AG gegründet.
Diese begann nun ab Mitte der 1950er Jahre mit einem umfassenden Zusammenfassungsprogramm der Kruppzechen zu einem zentralen Verbundbergwerk. 1954 wurde ein Förderverbund mit der Zeche Christian Levin durchgeführt; die Förderung wurde mit in Schacht Amalie zu Tage gezogen. Die Schächte Christian Levin 1/2 blieben als Seilfahrtanlage in Betrieb. Mit sich verschärfender Kohlenkrise wurden die Zusammenfassungsmaßnahmen weiter verstärkt. 1960 wurde das Baufeld Christian Levin abgeworfen. Die Schächte Christian Levin 1/2 verblieben noch als Wetterschächte bei der Grube, während die ebenfalls zu Levin gehörenden Wetterschächte Neu Cöln 1 und 2 verfüllt wurden. Die Zeche Wolfsbank wurde geschäftsführungstechnisch angeschlossen, wurde aber als Förderanlage mit Kokerei beibehalten. Im Jahr 1963 wurde der Anschluss der in Altenessen liegenden Zeche Helene an Sälzer-Amalie beschlossen. Dieser erfolgte 1965 unter Aufgabe des Förderstandortes Helene. 1965 förderte die Zeche 1,2 Mio. t Kohle bei 3400 Beschäftigten.

## Stilllegung
Trotz der bereits durchgeführten Zusammenfassungsmaßnahmen blieb abzusehen, dass die Zeche Sälzer-Amalie nicht mehr über ausreichende wirtschaftlich gewinnbare Vorräte verfügte. Daher wurde 1964 dem die Stilllegungen koordinierenden Rationalisierungsverband für den Steinkohlenbergbau die Zeche Sälzer-Amalie zur Stilllegung angemeldet. 1966 wurde die Stilllegung aller Förderanlagen sowie der Kokerei Zeche Wolfsbank durchgeführt. Die Brikettfabrik Schacht Amalie wurde 1967 außer Betrieb genommen.